# Clowns & Helden
Clowns & Helden – niemiecka poprockowa grupa muzyczna z Hamburga, działająca w latach 1985–1989. Utwór zespołu, Ich liebe dich, znalazł się na czwartym miejscu na niemieckiej liście przebojów.

## Dyskografia
- Von beteuerten Gefühlen und anderer Kälte (1986)
- Willkommen in West-Poind-Blanc (1988)